# PSV Union Neumünster
Der PSV Union Neumünster ist ein Sportverein aus Neumünster. Die erste Fußballmannschaft spielte erstmals in der Saison 2001/02 in der höchsten Amateurliga Schleswig-Holsteins, der sie seither mit Unterbrechungen angehört.

## Geschichte
Der Verein entstand am 1. Juni 1996 durch die Fusion des FC Union Neumünster und dem am 28. Mai 1973 gegründeten Polizei-SV Neumünster. Die Fußballer des FC Union hatten zuvor einmal am DFB-Pokal teilgenommen und neun Jahre in der höchsten Amateurliga des Landes gespielt. Die Fußballer des Polizei-SV hatten von 1985 bis 1987 in der Landesliga Nord gespielt, damals die zweithöchste Spielklasse Schleswig-Holsteins.
Die „Polizisten-Union“ stieg 1996 in die Bezirksliga Ost auf und marschierte auf Anhieb in die Landesliga Nord durch. Im Jahre 1999 wurde die Landesliga aufgelöst und die Unioner spielten nun in der Bezirksoberliga Ost weiter. Zwei Jahre später wurde die Mannschaft Vizemeister hinter FT Eider Büdelsdorf und schaffte in der Aufstiegsrunde 2002 den Sprung in die Verbandsliga Schleswig-Holstein. Im Jahre 2005 stieg die Mannschaft wieder in die Bezirksoberliga ab und qualifizierte sich 2008 für die neu geschaffene Verbandsliga Süd-West.
Die Unioner wurden Meister und stiegen 2009 in die Schleswig-Holstein-Liga auf. Im Jahre 2011 stieg der PSV Union erneut ab, kehrte aber 2013 ins schleswig-holsteinische Oberhaus zurück.

## Fankultur
Die Anhänger des PSV Union Neumünster nennen sich meistens „Unioner“ als Anlehnung an den ehemaligen FC Union Neumünster. Eine große Rivalität besteht zum VfR Neumünster, deren Spielstätte in unmittelbarer Nachbarschaft liegt. Die Begegnung zwischen beiden Vereinen wird auch Schwalederby genannt, nach dem Fluss Schwale, der die alte Industriestadt durchfließt.

## Sonstiges
Das Stadion befindet sich in der Stettiner Straße. Es fasst 2000 Zuschauer. Die Vereinsfarben sind Grün-Weiß.